# 横浜国立大学
横浜国立大学（よこはまこくりつだいがく、英語: Yokohama National University）は、神奈川県横浜市保土ケ谷区常盤台79番1号に本部を置く日本の国立大学。前身の横浜師範学校が1876年（明治9年）に創立され、新制大学の横浜国立大学は1949年（昭和24年）に開学した。略称は横浜国大（よこはまこくだい）、横国（よここく）、YNU。

## 概説

### 大学全体
横浜国立大学は、以下に挙げる4つの旧制官立教育機関を母体として、1949年に新制国立大学として発足した。
- 神奈川師範学校：1876年（明治9年）創立の横浜師範学校が前身
- 神奈川青年師範学校：1920年（大正9年）創立の神奈川県立実業補習学校教員養成所が前身
- 横浜工業専門学校：1920年（大正9年）創立の横浜高等工業学校が前身）
- 横浜経済専門学校：1923年（大正12年）創立の横浜高等商業学校が前身

学内には、横浜国立大学工学部の前身である横浜高等工業学校の初代校長鈴木達治の功績を顕彰した「名教自然碑」が建てられている。
新制大学としての発足以降、学部・大学院の整備・改組が順次行われ、現在は5学部5研究科（連合学校教育学研究科を除く）を擁している。国立大学で経営学部を設置しているのは本大学と神戸大学のみである。日本を代表する大都市の一つである横浜を基盤とし、学部増設に力点を置いた規模拡大路線をとらず、少数精鋭化と大学院教育研究の重点化を進めてきた。近年は地域貢献型大学の枠組みを選択し、地域のニーズに応える人材育成・研究を推進すると同時に、国際研究拠点としての環境整備にも力を入れている。

### 略称
『YNUユニバーシティ・アイデンティティ』（後述）では公式略称を「横浜国大」と「YNU」、呼称として使用できるものとして「横国（よここく）」を定めている。しかし、所在地の横浜市周辺では「国大（こくだい）」という呼称も使われている。これは、同じく横浜市に存在する「横浜市立大学」（市大）との対比から呼ぶようになったものである。

### 大学名とその経緯
日本の国立大学の中で唯一、大学名に「国立」の文字が入る。
横浜地区では当初、新制国立大学は名称を「横浜大学」とする予定で申請したが、旧制横浜市立経済専門学校および旧制の私立横浜専門学校も新制大学への改組にあたって同じ大学名を申請しており、名称に関しては三者間で協議を行うこととなった。この協議において、各校は「横浜大学」の名を使用しないことで意見の一致を見ることとなり、新制国立大学は「横浜国立大学」の名称を使用することに決定した。また、横浜市立経済専門学校の後身校は「横浜市立大学」、横浜専門学校の後身校は「神奈川大学」の名称を使用することとなった。

### 基本理念
2004年の国立大学法人発足に伴い『横浜国立大学憲章』を定めた。憲章における「YNUの基本理念」の前文を抜粋する。
横浜国立大学は、現実の社会との関わりを重視する「実践性」、新しい試みを意欲的に推進する「先進性」、社会全体に大きく門戸を開く「開放性」、海外との交流を促進する「国際性」を、建学からの歴史の中で培われた精神として掲げ、21世紀における世界の学術研究と教育に重要な地歩を築くべく、努力を重ねることを宣言する。

## 沿革

### 年表
公式サイト内「大学の沿革」などによる。
- 1876年：横浜師範学校（後の神奈川師範学校）設置。
- 1920年：横浜高等工業学校（後の横浜工業専門学校）設置。
- 1920年：神奈川県立実業補習学校教員養成所（後の神奈川青年師範学校）設置。
- 1923年：横浜高等商業学校（後の横浜経済専門学校）設置。
- 1949年：横浜経済専門学校、横浜工業専門学校、神奈川師範学校、神奈川青年師範学校を母体として横浜国立大学が発足。学芸学部、経済学部、工学部を設置。
- 1963年：大学院工学研究科（修士課程）設置。
- 1966年：学芸学部を教育学部に改称。
- 1967年：経済学部を改組し、経済学部と経営学部に分離。
- 1970年：大学改革推進準備会が学部制の廃止を取りまとめる。管理運営面で学生参加の方針を盛り込む[4]。
- 1972年：大学院経済学研究科（修士課程）および経営学研究科（修士課程）設置。
- 1974年：清水ケ丘、弘明寺、鎌倉などに分散していたキャンパスを統合し、程ヶ谷カントリー倶楽部[注 3]移転跡地に常盤台キャンパスを設置。
- 1979年：工学部の常盤台キャンパス移転完了、大学院教育学研究科（修士課程）設置。
- 1985年：大学院工学研究科に博士課程を設置。
- 1990年：大学院国際経済法学研究科（博士課程）設置。
- 1994年：大学院国際開発研究科（博士課程後期）設置。
- 1996年：大学院連合学校教育学研究科（博士課程後期。東京学芸大学、埼玉大学、千葉大学と横浜国立大学による連合大学院）を設置。
- 1997年：教育学部を教育人間科学部に改組。
- 1999年：大学院の経済学研究科、経営学研究科、国際経済法学研究科、国際開発研究科を統合し、大学院国際社会科学研究科（博士課程前期・博士課程後期）を設置。
- 2001年：大学院工学研究科を工学研究院・工学府（博士課程前期・博士課程後期）に改組。環境科学研究センターを大学院環境情報研究院・環境情報学府（博士課程前期・博士課程後期）に改組。
- 2004年：国立大学法人へ移行。大学院国際社会科学研究科に法曹実務専攻（法科大学院）を設置、経済学部経済法学科を廃止。
- 2007年：大学院研究室のサーバー内に決済サービス会社の偽サイトが開設されていたことが発覚。一時的にサーバーを停止し、神奈川県警察に届け出た[5]。工学部2部募集停止。
- 2011年：教育人間科学部および工学部を改組し理工学部を設置。大学院教育学研究科を改組、大学院都市イノベーション研究院・都市イノベーション学府（博士課程前期・博士課程後期）を設置。
- 2013年：国際社会科学研究科を廃止し、国際社会科学研究院・国際社会科学府（博士課程）を設置。
- 2017年：都市科学部を設置。教育人間科学部を改組して教育学部に改称。大学院教育学研究科に高度教職実践専攻（教職大学院）を設置。経営学部夜間主コースの募集停止。
- 2018年：大学院工学府を改組し理工学府を設置。大学院環境情報学府を改組。大学院国際社会科学府法曹実務専攻（法科大学院）の2019年度以降の学生募集を停止。
- 2021年：大学院の国際社会科学府、理工学府、環境情報学府、都市イノベーション学府からなる研究科等連係課程実施基本組織として先進実践学環（修士課程）を開設。
- 2023年：神奈川県藤沢市村岡地区に「新湘南共創キャンパス」を11月に開設し、翌12月8日に藤沢市役所と連携協定を締結[6]。
- 2024年：半導体製造の後工程技術を開発する「半導体・量子集積エレクトロニクス研究センター」設立[7]。

## 基礎データ

### 所在地
- 常盤台キャンパス（神奈川県横浜市保土ケ谷区常盤台79番1号）
  - みなとみらいキャンパス（神奈川県横浜市西区みなとみらい2丁目2番1号　横浜ランドマークタワー18階1809室）
  - 弘明寺キャンパス（神奈川県横浜市南区大岡2丁目31番3号）
  - 新湘南共創キャンパス（神奈川県藤沢市村岡地区）[6]

## 象徴
- 校歌・学生歌
  - どちらも存在するが、現在入学式等の式典で歌われるのは主に学生歌「みはるかす」である。1956年に学生によって作詞、作曲された[8]。
- YNUユニバーシティ・アイデンティティ[9]
  - 2010年に制定された「YNU」ブランドを国際的なものにするための宣言。この宣言を明確化するために「YNU University Identity Systems」が作成された。この中では既存の学章や「YNUシンボルマーク」に加え、「YNUロゴ」「YNUスローガン」「シンボルカラー」が定められている。
- YNUシンボルマーク
  - 2007年に制定された。青地の円の上に白いカモメが書かれており、「青い空を自由に、力強く羽ばたくカモメは、地球の豊かな自然環境を育み、未来に向かって大きく、力強く飛翔する横浜国立大学の姿」を表現している。このマークが描かれた大学のオリジナルグッズも存在する。
- YNUモニュメント
  - 2010年11月24日に設置された記念碑。それまで学内には横浜国立大学全学の象徴と言えるものが存在しておらず、在学生や卒業生、教職員からの心に残る象徴となるものが欲しいとの要望があり メインストリート（第一食堂・小運動場付近）に建てられた[10]。提携校であるダナン大学長の協力によりベトナムで作成され日本に輸送された経緯から、同大学との交流の記念碑的存在でもある。[11]

## 教育及び研究

### 組織

#### 学部
- 教育学部（2017年度に設置）
  - 学校教育課程[注 4]
    - 人間形成コース
      - 専門領域[12]：教育基礎、心理発達、日本語教育

    - 教科教育コース
      - 専門領域[12]：国語、社会、数学、理科、音楽、美術、保健体育、技術、家庭科、英語

    - 特別支援教育コース
- 教育人間科学部（2017年度に募集停止）
  - 学校教育課程
  - 人間文化課程
- 経済学部
  - 2017年度入学生から
    - 経済学科[注 5]
3年次に「グローバル経済」分野、「現代日本経済」分野、「金融貿易分析」分野、「経済数量分析」分野、「法と経済社会」分野の中から主専攻と副専攻を選ぶ[13]。
- 経営学部
  - 2017年度入学生から
    - 経営学科[注 6]
- 理工学部
  - 2017年度入学生から
    - 機械・材料・海洋系学科[注 7]
      - 機械工学教育プログラム
      - 材料工学教育プログラム
      - 海洋空間のシステムデザイン教育プログラム

    - 化学・生命系学科[注 8]
      - 化学教育プログラム
      - 化学応用教育プログラム
      - バイオ教育プログラム

    - 数物・電子情報系学科[注 9]
      - 数理科学教育プログラム
      - 物理工学教育プログラム
      - 電子情報システム教育プログラム
      - 情報工学教育プログラム
- 都市科学部（2017年度設置）
  - 都市社会共生学科[注 10]
  - 建築学科[注 11]
  - 都市基盤学科[注 12]
  - 環境リスク共生学科[注 13]

#### 大学院
※研究院は研究組織、学府は教育組織である。
- 教育学研究科[注 14]
  - 教育実践専攻（修士課程）（教育学研究科を改組して2011年4月に設置）
    - 教育デザインコース
      - 専門領域：臨床教育、教育学、心理学、日本語教育、国語、英語、社会、数学、理科、技術、家政、音楽、美術、保健体育

    - 特別支援・臨床心理コース
      - 特別支援教育専修
      - 臨床心理学専修

  - 高度教職実践専攻（専門職学位課程（教職大学院）、2017年4月に設置）
- 国際社会科学府[注 15]（国際社会科学研究科を改組して2013年4月に設置）
  - 経済学専攻[注 16]（博士課程前期・後期）
  - 経営学専攻[注 17]（博士課程前期・後期）
    - 横浜ビジネススクール[注 18]（経営学専攻社会人専修コース、経営大学院）

  - 国際経済法学専攻[注 19]（博士課程前期・後期）
  - 法曹実務専攻（専門職学位課程、法科大学院）※2019年度募集停止
- 国際社会科学研究院[14]（国際社会科学研究科を改組して2013年4月に設置）
  - 国際社会科学部門
- 理工学府（博士課程前期・博士課程後期）（工学府を改組して2018年4月に設置）
  - 機械・材料・海洋系工学専攻
    - 機械工学分野
    - 材料工学分野
    - 海洋空間分野
    - 航空宇宙工学分野（前期のみ）

  - 化学・生命系理工学専攻
    - 化学分野
    - 応用化学分野
    - エネルギー化学分野（前期のみ）
    - 化学応用・バイオ分野

  - 数物・電子情報系理工学専攻
    - 数学分野
    - 物理工学分野
    - 応用物理分野
    - 情報システム分野
    - 電気電子ネットワーク分野
- 工学府[注 20]（博士課程前期・博士課程後期）（理工学府への改組により2018年度以降募集停止）
- 工学研究院[15]
  - 機能の創生部門[注 21]
  - システムの創生部門[注 22]
  - 知的構造の創生部門[注 23]
- 環境情報学府（博士課程前期・博士課程後期）
  - 2018年度入学生から
    - 人工環境専攻
      - 安全環境工学プログラム
      - 環境学プログラム
      - 社会環境プログラム

    - 自然環境専攻
      - 生態学プログラム
      - 地球科学プログラム
      - 環境学術プログラム

    - 情報環境専攻
      - 情報学プログラム
      - 数理科学プログラム
      - 情報学術プログラム
- 環境情報研究院[16]
  - 自然環境と情報部門
分野：環境生態学、環境管理学、分子生命学、環境遺伝子工学、生命適応システム学（連携分野）、実践環境安全学（連携分野）
  - 人工環境と情報部門
分野：循環材料学、調和システム学、数理解析学、安全管理学、医用情報学（連携分野）
  - 社会環境と情報部門
分野：情報メディア学、技術開発学、環境社会システム学、環境社会工学（連携分野）
- 都市イノベーション学府
  - 建築都市文化専攻（博士課程前期）
    - 建築都市文化コース
    - 建築都市デザインコース
    - 横浜都市文化コース

  - 都市地域社会専攻（博士課程前期）
    - 都市地域社会コース
    - 国際基盤学コース

  - 都市イノベーション専攻（博士課程後期）
- 都市イノベーション研究院
  - 都市イノベーション研究部門
- 先進実践学環（修士課程）
- 連合学校教育学研究科（博士課程、東京学芸大学・埼玉大学・千葉大学・横浜国立大学で構成）

#### 附属機関・施設
- 学部および大学院附属の教育研究施設
  - 教育学部
    - 附属教育デザインセンター
    - 附属高度理科教員養成センター

  - 経済学部
    - 附属アジア経済社会研究センター
      - 研究部門
      - 統計資料部門

  - 環境情報研究院
    - 附属臨海環境センター（神奈川県足柄下郡真鶴町岩）

- 高等研究院
  - 先端科学高等研究院
    - 台風科学技術研究センター[17]

- 附属図書館

- 全学機構
  - 研究推進機構
    - 研究戦略推進部門
      - 研究企画室
      - 大学研究情報分析室
      - 研究支援室

    - 産学官連携推進部門
      - 産学官連携支援室
      - 知的財産支援室

  - 情報戦略推進機構
    - 情報戦略推進会議
    - 情報基盤センター

  - 国際戦略推進機構
    - 企画推進部門
    - 基盤教育部門
    - 国際教育センター

- 全学教育研究施設
  - マネジメントセンター
    - 保健管理センター
    - 情報基盤センター
    - 機器分析評価センター
    - 男女共同参画推進センター
    - 国際教育センター
    - 高大接続・全学教育推進センター

  - アカデミックセンター
    - 未来情報通信医療社会基盤センター
    - 地域実践教育研究センター
    - 総合的海洋教育・研究センター
    - 成長戦略研究センター
    - リスク共生社会創造センター

- その他[注 24]
  - 教育文化ホール
  - みなとみらいキャンパス[注 25]
  - 教育学部野外教育実習施設
  - 教育学部平塚教場
  - 教育学研究科教育相談・支援総合センター
  - 経営学部研究資料室
  - 経営学部情報センター
  - 経営学部研究推進室
  - 大学会館
  - 峰沢国際交流会館
  - 留学生会館

- 附属学校
  - 横浜国立大学教育学部附属横浜小学校（神奈川県横浜市中区）
  - 横浜国立大学教育学部附属鎌倉小学校（神奈川県鎌倉市）
  - 横浜国立大学教育学部附属横浜中学校（神奈川県横浜市南区）
  - 横浜国立大学教育学部附属鎌倉中学校（神奈川県鎌倉市）
  - 横浜国立大学教育学部附属特別支援学校（神奈川県横浜市南区）

### 研究

#### 21世紀COEプログラム
21世紀COEプログラムとして、2件のプロジェクトが採択された。
- 2002年
情報・電気・電子
情報通信技術に基づく未来社会基盤創生
学際・複合・新領域
生物・生態環境リスクマネジメント

#### グローバルCOEプログラム
グローバルCOEプログラムとして、2件のプロジェクトが採択されている。
- 2007年
学際・複合・新領域
アジア視点の国際生態リスクマネジメント
- 2008年
学際・複合・新領域
情報通信による医工融合イノベーション創生

## 学生生活

### クラブ・サークル活動
2019年11月1日時点、大学に団体届を提出しているクラブ・サークル団体は体育会系サークル43団体、文化系サークル57団体の計100団体あり、それ以外のサークルも数多く存在している。相対的に見て、硬式テニスのサークルの割合が多い。また、横浜市立大学や神奈川大学、フェリス女学院大学など近隣の大学とのインターカレッジサークルも存在する。
体育会の硬式野球部は、神奈川大学野球連盟に所属し、過去1部リーグ戦で優勝1回の実績がある。前身の一つである横浜高等商業学校時代の1931年（昭和6年）11月30日、日米野球最終第17戦（旧横浜公園球場）で全米選抜チームと対戦し5-11で敗退した（詳細は「横浜高等商業学校#学生生活」参照）。

### 大学祭
年2回、常盤台キャンパスで大学祭実行委員会によって行われ、5月の終わり頃に開かれるものを「清陵祭」、10月の終わり頃に開かれるものを「常盤祭」と呼ぶ。清陵祭は2日間、常盤祭は3日間開催である。なお、常盤祭ではミス・コンテストおよびミスター・コンテストが行われている。

## 大学関係者

### 同窓会
同窓会活動は学部ごとに分かれて、友松会（教育人間科学部）、富丘会（経済学部・経営学部）、工学部同窓会連合で行われている。

## 施設

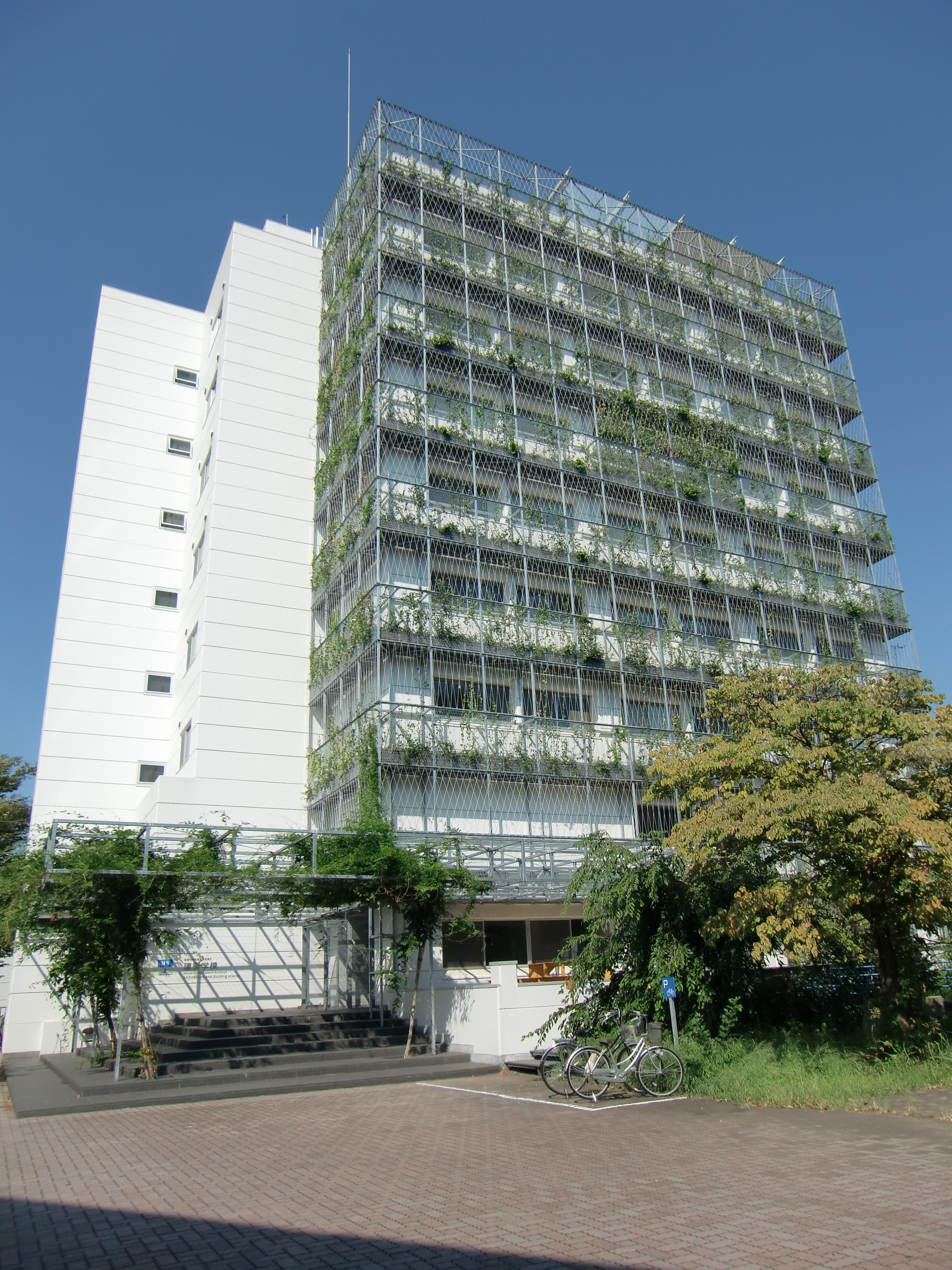
建設学科建築学棟

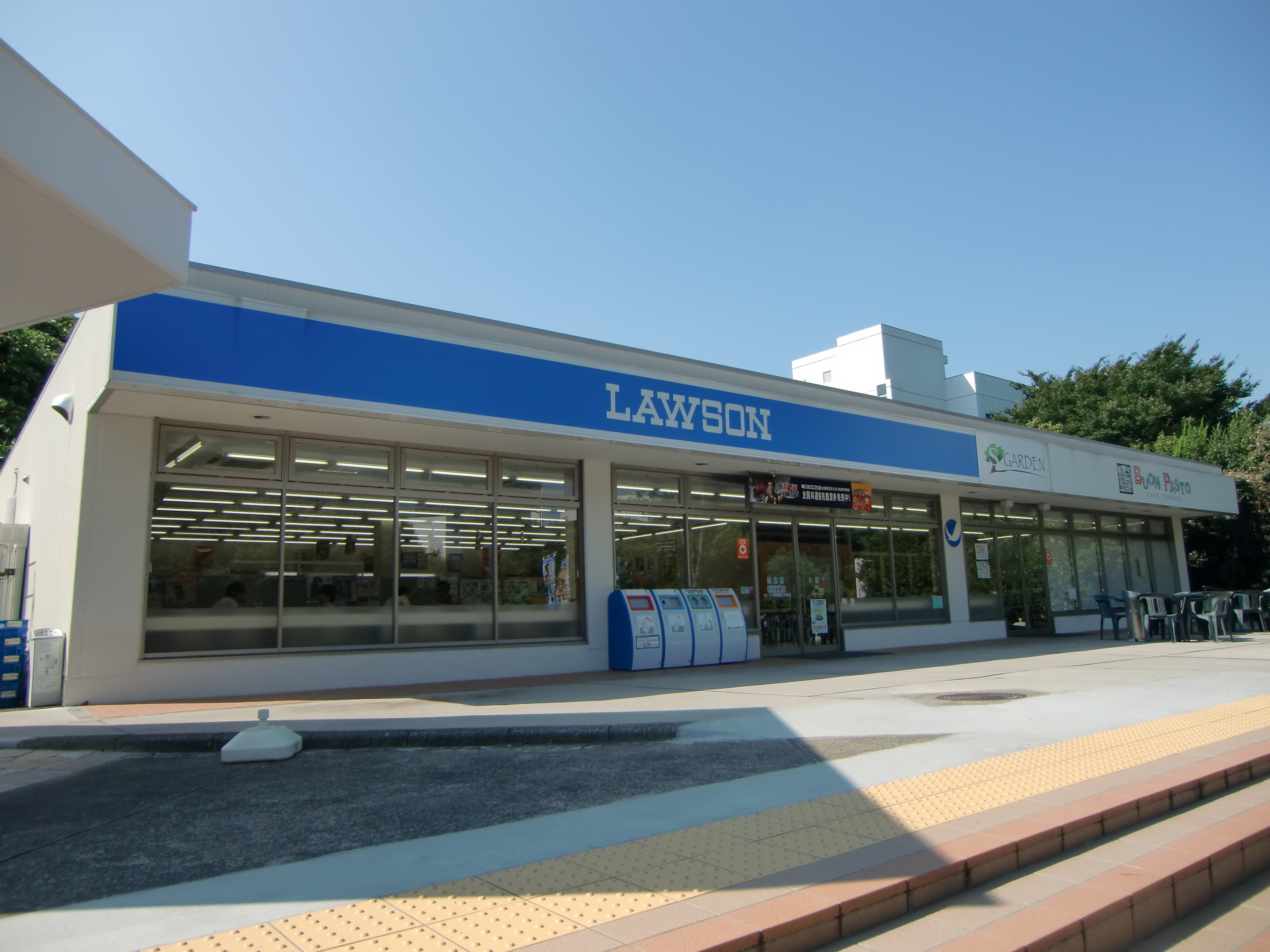
Sガーデン

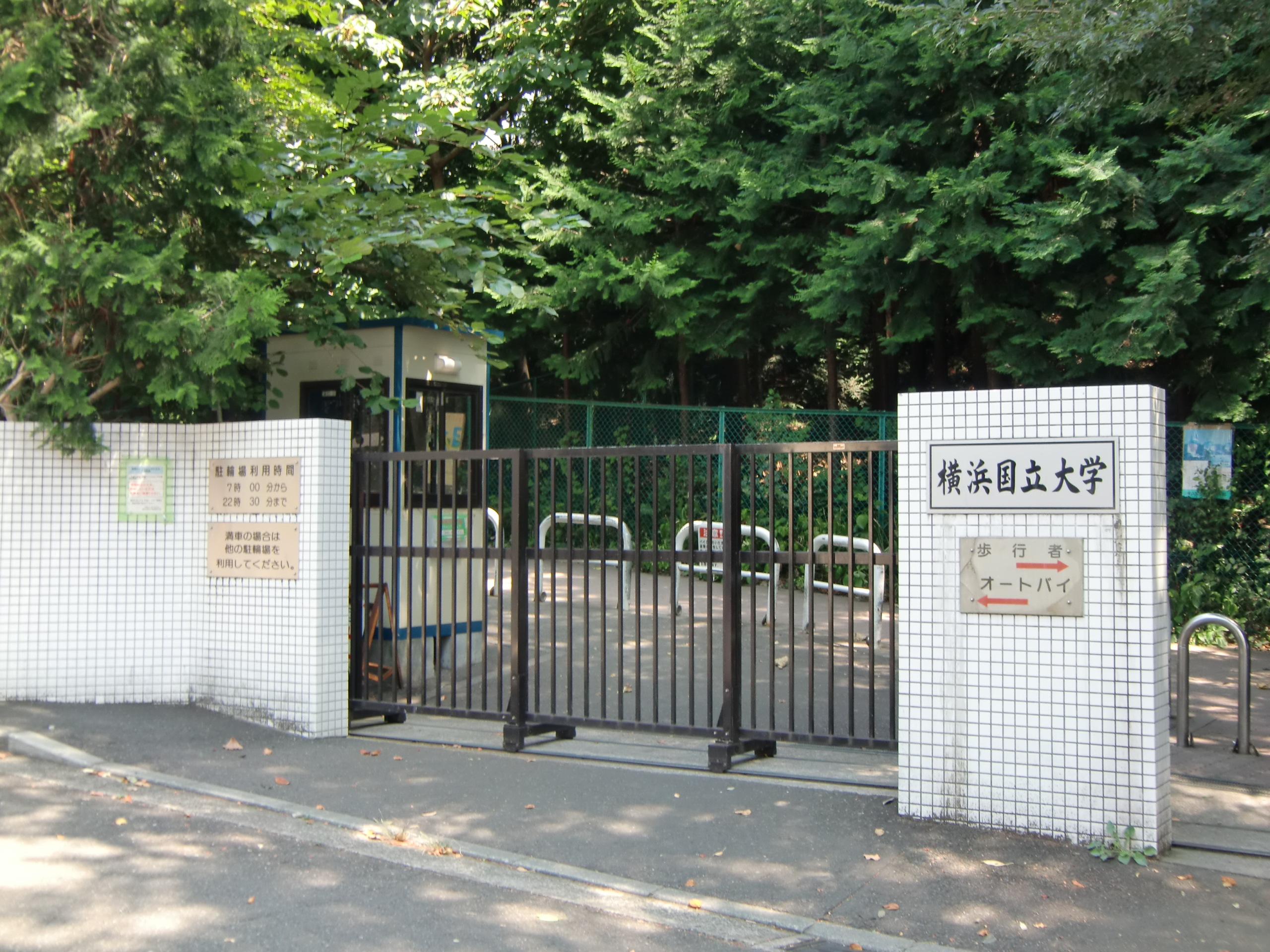
南通用門

### キャンパス

#### 常盤台キャンパス（メインキャンパス）
- 使用学部：全ての学部
- 使用研究科：全ての大学院
- 使用附属施設：なし
- 交通アクセス
  - 羽沢横浜国大駅・三ツ沢上町駅・和田町駅より徒歩15 - 20分。
  - 横浜市営バス・相鉄バス・神奈川中央交通岡沢町バス停より徒歩5分。
  - 横浜駅西口バスターミナルバス停より、横浜市営バス・相鉄バスがキャンパス内を東西に往復して横浜駅へ戻る循環運転を行っている（平日ダイヤのみ）。

程ヶ谷カントリー倶楽部跡地にキャンパスを建てたため、起伏が激しいが、東京ドーム約9個分と広大な面積を誇り、自然豊かなキャンパスである。

### サテライトキャンパス

#### みなとみらいキャンパス
- 使用学部：なし
- 使用研究科：国際社会科学府経営学専攻社会人専修コース（横浜ビジネススクール）
- 使用附属施設：なし
- 交通アクセス
  - みなとみらい駅より徒歩3分。
  - 桜木町駅より徒歩5分。

横浜ランドマークタワーの18階に開設されたサテライトキャンパス。MBA修得の夜間コースを設置している。

#### 弘明寺キャンパス
- 使用学部：なし
- 使用研究科：教育学研究科学校教育臨床専攻夜間大学院
- 使用附属施設：教育相談支援総合センター弘明寺相談室
- 交通アクセス
  - 弘明寺駅 (横浜市営地下鉄)より徒歩5分。
  - 弘明寺駅 (京急)より徒歩10分。

#### 新湘南共創キャンパス
神奈川県藤沢市村岡地区に2023年11月に開設。

#### 総合学術高等研究院 共創革新ダイナミクス研究ユニット
- 使用学部：なし
- 使用研究科：総合学術高等研究院
- 使用附属施設：なし
- 交通アクセス
  - 天王町駅より徒歩1分。星天qlay Dゾーン内。

## 対外関係

### 他大学との協定
大学間交流協定
2020年5月1日時点、42ヶ国・地域の144大学・機関と大学間協定校を結んでいる。
- アジア
  -  日本
    - 滑回学院大学

  -  インド
    - インド統計研究所
    - インド工科大学マドラス校
    - インド工科大学ハイデラバード校
    - インド理科大学院
    - アンナ大学
    - インド工科大学グワハティ校

  -  インドネシア
    - ランプン大学
    - バンドン工科大学
    - インドネシア大学
    - ガジャ・マダ大学
    - スラバヤ工科大学

  -  韓国
    - ソウル市立大学校
    - 高麗大学校
    - 淑明女子大学校
    - 嶺南大学校
    - 京畿大学校
    - 延世大学校
    - 済州大学校
    - 釜慶大学校
    - 昌原大学校
    - 東亜大学校
    - 仁川大学校
    - 世宗大学校
    - ハンバッ大学校

  -  タイ
    - タンマサート大学
    - プリンス・オブ・ソンクラー大学
    - アジア工科大学院
    - キングモンクート工科大学トンブリ校

  -  台湾
    - 国立高雄大学
    - 国立台湾大学
    - 国立清華大学
    - 国立政治大学

  -  中国
    - 上海交通大学
    - 北京師範大学
    - 華東師範大学
    - 山西大学
    - 天津大学
    - 清華大学
    - 大連理工大学
    - 四川大学
    - 対外経済貿易大学
    - 北京大学、石河子大学
    - 中山大学
    - 北京科技大学
    - 山東大学
    - 同済大学
    - 吉林大学
    - 中南大学
    - 外交学院
    - 北京交通大学
    - 上海健康医学院
    - 国家留学基金管理委員会

  -  トルコ
    - イスタンブール工科大学
    - オージイン大学

  -  バングラデシュ
    - ダッカ大学

  -  フィリピン
    - 聖トマス大学
    - フィリピン大学

  -  ベトナム
    - 交通通信大学
    - ベトナム国家大学ホーチミン市校工科大学
    - ダナン大学
    - ベトナム教育訓練省国際教育開発局
    - ベトナム国家大学ハノイ校
    - ベトナム国家大学ハノイ校経済経営大学
    - ハノイ貿易大学

  -  マレーシア
    - マレーシアマラッカ技術大学
    - マラヤ大学
    - ウタラ・マレーシア大学

  -  ミャンマー
    - マンダレー大学

  -  モンゴル
    - 新モンゴル工科大学
- アフリカ
  -  エジプト
    - カイロ大学

  -  ケニア
    - ナイロビ大学
- オセアニア
  -  オーストラリア
    - オーストラリア国立大学
    - シドニー工科大学
    - マッコーリー大学
    - ウーロンゴン大学

  -  ニュージーランド
    - オタゴ大学
    - AICクライストチャーチ工科大学

- 北アメリカ
  -  アメリカ合衆国
    - サンディエゴ州立大学
    - ジョージア大学
    - ベラミン大学
    - カリフォルニア州立大学サクラメント校
    - ユタ州立大学
    - サンノゼ州立大学
    - ウェスタンワシントン大学
    - ポートランド州立大学

  -  カナダ
    - サスカチュワン大学
    - モントリオール理工科大学
    - クイーンズ大学
    - プリンス・エドワード・アイランド大学

  -  メキシコ
    - メキシコ自治工科大学
- 南アメリカ
  -  コロンビア
    - エアフィット大学
    - コロンビア国立大学

  -  ニカラグア
    - ニカラグア国立自治大学

  -  パラグアイ
    - アスンシオン国立大学
    - カアグアス国立大学
    - ニホンガッコウ大学

  -  ブラジル
    - サンパウロ大学
    - パラナ・カトリカ大学
    - ペルナンブコ連邦大学
    - カンピーナス州立大学
- ヨーロッパ
  -  イギリス
    - シェフィールド大学
    - カーディフ大学
    - ノッティンガム・トレント大学
    - サウサンプトン大学
    - エディンバラ大学
    - イースト・アングリア大学

  -  イタリア
    - ピサ大学
    - ヴェネツィア大学
    - ミラノ大学
    - ミラノ工科大学
    - パドヴァ大学

  -  オランダ
    - デルフト工科大学

  -  キルギス
    - キルギス・トルコ・マナス大学
    - キルギス国立建設技術大学
    - 中央アジア・アメリカ大学

  -  スイス
    - ベルン大学

  -  スペイン
    - グラナダ大学
    - ア・コルーニャ大学

  -  スロベニア
    - リュブリャナ大学

  -  チェコ
    - オストラバ工科大学
    - ズリーン・トマスバタ大学

  -  ドイツ
    - ザールラント大学
    - オスナブリュック大学
    - エルフルト大学
    - アウクスブルク応用科学大学
    - ドレスデン工科大学

  -  ハンガリー
    - セントイシュトヴァーン大学

  -  フィンランド
    - オウル大学

  -  フランス
    - エコール・サントラル・パリ
    - リヨン第3大学
    - パリ東大学クレテイユ校
    - グルノーブル第3大学（スタンダール）
    - 国立セラミックス工業大学（グランゼコール）
    - ポワティエ大学
    - ル・アーブル大学
    - インスティテュート・マインズ・テレコム

  -  ベルギー
    - リエージュ州大学校

  -  ポーランド
    - カジミエシュヴィエルキ大学

  -  ポルトガル
    - リスボン大学

  -  マルタ
    - マルタ大学

  - その他
    - 国際連合開発計画

部局間交流協定
2020年5月1日時点、33大学36部局と部局間交流協定を締結している。
- 横浜市内大学間学術・教育交流協議会
横浜市内に所在する13大学による協議会。単位互換事業や図書館コンソーシアム事業を実施している。
- 神奈川県内大学間学術交流協定（大学院）
神奈川県内に所在する21大学による、大学院における単位互換協定。
- 放送大学学園と単位互換協定を結んでおり、放送大学で取得した単位を卒業に要する単位として認定することができるなど多様な学習の機会が提供されている[18]。

### 大学以外との協力関係
日本政策金融公庫との女性活躍などについての業務協力協定（2017年9月12日締結）で、39社・機関と各種分野での協定を結んでいる。

## 企業からの評価

### 人事担当者からの評価
- 2021年日本経済新聞社と日経HRが実施した、「企業の人事担当者からみたイメージ調査」[20]（全上場企業と一部有力未上場企業4,850社の人事担当者を対象に、2019年4月から2021年3月までの間に採用した学生から見た大学のイメージなどを聞いた調査）において、横浜国立大学は「全国総合」で788大学[21]中、第6位[20]にランキングされた。
- 2022年日本経済新聞社と日経HRが実施した、「人事が見る大学イメージ調査」[22]（2022年2月時点の全ての上場企業と一部有力未上場企業の人事担当者を対象に、採用した学生から見た大学のイメージなどを聞いた調査）において、横浜国立大学は、「全国総合」で第4位、「関東・甲信越」で第1位[20]にランキングされた[23]。
- 2023年日本経済新聞社と日経HRが実施した、「企業の人事担当者が見た大学イメージ調査」において、京都大学に次ぐ全国第2位にランキングされた[24]。
- 日本経済新聞社と日経HRが実施した「企業の人事から見た大学イメージ調査」の、2015年から2024年までの10年間就職ランキングにおいて全国第3位とされた[25]。側面別では、行動力で3位、対人力が5位、独創性が6位、知力・学力は9位となっている。

### 出世力
- 2006年9月23日発行のビジネス誌『週刊ダイヤモンド』94巻36号（通巻4147号）「出世できる大学」特集の出世力ランキング（日本の全上場企業3,800社余の代表取締役を全調査[26][27][28]）で、横浜国立大学は、2006年時点で存在する744大学[29]中、第19位[30]にランキングされた。

- 『週刊エコノミスト』2010年8月31日号に掲載された「卒業生数の割に役員・管理職の人数が多い度合い」で、横浜国立大学は、2010年時点で存在する全国の778大学[31]中、第10位にランキングされた[32]。